# 汉水谷地
汉水谷地即汉江谷地，位于陕西省秦岭以南。汉水谷地的成因是汉江冲击作用。谷底气候温和湿润秦岭屏障挡住了西伯利亚的寒流和黄土高原的风沙，农作物种植的历史悠久，是西北地区水资源最富地区，总面积在8000平方公里到1万平方公里。